# Aeterna Dei Sapientia
Aeterna Dei Sapientia (latín: La eterna sabiduría de Dios) es la sexta encíclica del papa Juan XXIII. Fue promulgada el 11 de noviembre de 1961 y trata sobre la mirada de Pedro como el centro de la unidad cristiana. Conmemora el 1500º aniversario de la muerte del papa León I.